# フィクス (バンド)
フィクス（The Fixx）は、1979年に結成されたニュー・ウェイヴ・ロック・バンド。全米チャートトップ20入りを果たした『ワン・シング・リーズ・トゥ・アナザー』、『セイブド・バイ・ゼロ』、『アーウィ・アーウィ』、『シークレット・セパレーション』などのヒットで知られる。このほかにも『レッド・スカイズ』や『スタンド・オア・フォール』など主に1980年代前半にヒット曲を連発し、『ディーパー・アンド・ディーパー』は1984年の映画『ストリート・オブ・ファイヤー』のサウンドトラックにも採用された。

## 来歴

### ポートレイツからフィクスへ（1979年 - 1981年）
大学時代の友人であるサイ・カーニン（ボーカル）とアダム・ウッズ（ドラムス）が1979年にロンドンで結成し、当初はポートレイツ（Portraits）と名乗っていた。 追加メンバー募集により、トニー・マクグレイル（ギター）、ラッセル・マッケンジー（ベース）、ルパート・グリーンオール（キーボード）が加入し、ベースは後にチャーリー・バレットに交代した。バンドはアリオラ・レコードから2枚のシングル『Little Women』と『Hazards In The Home』」をリリースした。
1980年、マクグレイルの脱退に伴いフィリップ・ランボウのバンドに在籍していたジェイミー・ウェスト・オーラムを新たなギタリストとして迎え、バンド名をフィクス（The Fix）に変更した。 1981年2月に101 Recordsから初のシングル『Lost Planes』」がリリースされた。この曲は101 Recordsによりライブ版と共に様々なコンピレーション・アルバムに収録されたほか、BBCラジオでもオンエアされた。これにより知名度が上がり、大手のMCAレコードからオファーを受けるに至った。契約に際しMCAは、バンド名（日本語訳の例：注射）がドラッグ常習者を連想させる点を憂慮し変更を提案したが、バンドが難色を示したため綴りを「Fix」から「Fixx」に変更する妥協案で合意した。

### 大手レーベル期（1982年 - 1991年）
1982年、ファーストアルバム『密室』が完成した。このアルバムからはバンド初のヒット曲『スタンド・オア・フォール』と『レッド・スカイズ』が産まれ、アメリカ、イギリス、カナダなどでチャート入りを果たした。レコーディング完了後に脱退したバレットに代わり、ツアー要員としてアルフィー・アギウスが採用された。翌年アギウスはセカンドアルバム『リーチ・ザ・ビーチ』のレコーディングにも参加し、作曲者の一員としてはクレジットされたがバンドの正式メンバーからは外れ、ヘヴィメタルバンド、ファストウェイのツアーに帯同した。
フィクス最大のヒットアルバムとなった『リーチ・ザ・ビーチ』は1984年1月5日アメリカレコード協会によりプラチナディスクに認定された。シングルカットされた『セイブド・バイ・ゼロ』や、『ワン・シング・リーズ・トゥ・アナザー』ではアギウスがベースを担当し、翌年リリースのサードシングル『サイン・オブ・ファイア』では後に正式メンバーとなるダン・K・ブラウンが代演した。
カーニンとウェスト・オーラムはティナ・ターナーのアルバム『プライヴェート・ダンサー』制作に参加し、『ソウル・サバイバー』と『ベター・ビー・グッド・トゥ・ミー』で演奏した。
1984年のサードアルバム『ファントムズ』からは『アーウィ・アーウィ』、『サンシャイン・イン・ザ・シェイド』がシングルヒットし、当初『アーウィ・アーウィ』のB面扱いだった『ディーパー・アンド・ディーパー』も後にシングルリリースされた。この曲は映画『ストリート・オブ・ファイヤー』のサウンドトラックに採用されたのも手伝い、アメリカやカナダのラジオでパワープレイされた。
1985年、バンドは『A Letter to Both Sides』をレコーディングし、映画『フレッチ/殺人方程式』のサウンドトラックに提供した。翌年には4枚目のアルバム『ウォークアバウト』をリリースし、シングル『シークレット・セパレーション』と『ビルト・フォー・ザ・フューチャー』をヒットさせた。1987にはスタジオ作品とライブ音源を収録したコンピレーション・アルバム『リアクト』をリリースした。
1989年、スタジオアルバムとしては3年振りとなる『カーム・アニマルズ』がRCAレコードからリリースされた。
1991年にはMCAに戻り6枚目のスタジオアルバム『Ink.』をリリースし、『見果てぬ夢』をアメリカ（35位）やカナダ（27位）などでヒットさせた。

### マイナーレーベル期 (1992年 - 現在)
1994年ブラウンが脱退したが正式メンバーを補充せずスタジオミュージシャンで代用し、1995年から2000年頃まで主にクリス・テイトがアルバムやツアーでベースを担当した。テイトまたは別のベーシストを加えた5人体制で1998年のアルバム『Elemental』や、翌年のアルバム『1011 Woodland』が制作された。『1011 Woodland』には過去のヒット曲の再録音版やライブ版が収録された。
2002年バンドは、1960年代から1990年代のヒット曲をカバーしたコンピレーション・アルバム『When Pigs Fly (Songs You Never Thought You'd Hear)』に参加し、ナンシー・シナトラの『にくい貴方』を演奏した。このアルバムにはほかにディーヴォやビリー・プレストンらが参加した。
2003年リリースされた9枚目のスタジオアルバム『Want That Life』にはベーシストとしてゲイリー・ティブス（元ロキシー・ミュージック、ヴァイブレーターズ、アダム&ジ・アンツ）が参加した。
2008年ベースにブラウンが復帰するとバンドは、25周年記念としてCD2枚組のコンピレーション・アルバム『Twenty-fifth Anniversary Anthology』をリリースした。
こうして1980年代のメンバー構成に戻ったフィクスは2012年、アルバム『Beautiful Friction』をリリースしワールドツアーを開始した。

## メンバー
| 現在のメンバー - サイ・カーニン - リード・ボーカル (1979年 - 現在) - アダム・ウッズ - ドラムス、パーカッション (1979年 - 現在) - ルパート・グリーンオール - キーボード、バッキング・ボーカル (1979年 - 現在) - ジェイミー・ウェスト・オーラム - ギター、バッキング・ボーカル (1980年 - 現在) - ダン・K・ブラウン - ベース、バッキング・ボーカル (1983年 - 1994年、2008年 - 現在) | 旧メンバー - トニー・マクグレイル - ギター、バッキング・ボーカル (1979年 - 1980年) - ラッセル・マッケンジー - ベース、バッキング・ボーカル (1979年) - チャーリー・バレット - ベース、バッキング・ボーカル (1979年 - 1982年) - アルフィー・アギウス - ベース、バッキング・ボーカル (1982年 - 1983年) - ゲイリー・ティブス - ベース、バッキング・ボーカル (2003年 - 2008年) |

## ディスコグラフィ

### スタジオ・アルバム
- 『密室』 - Shuttered Room (1982年、MCA) ※旧邦題『シャタード・ルーム』
- 『リーチ・ザ・ビーチ』 - Reach the Beach (1983年、MCA)
- 『ファントムズ』 - Phantoms (1984年、MCA)
- 『ウォークアバウト』 - Walkabout (1986年、MCA)
- 『カーム・アニマルズ』 - Calm Animals (1989年、RCA)
- 『インク』 - Ink (1991年、Impact)
- Elemental (1998年、CMC International)
- 1011 Woodland (1999年、CMC International/ Sanctuary)
- Want That Life (2003年、Rainman)
- Beautiful Friction (2012年、Kirtland)
- Every Five Seconds (2022年、BFD/The Orchard)

### ライブ・アルバム
- 『リアクト』 - React (1987年、MCA)
- In Concert (1996年、King Biscuit Flower Hour)
- 『リアル・タイム・ストゥッド・スティル』 - Real Time Stood Still (1996年、Repertoire)
- Live at Rockpalast (2014年、Repertoire)

### コンピレーション・アルバム
- 『ワン・シング〜グレイテスト・ヒッツ』 - Greatest Hits – One Thing Leads to Another (1989年、MCA)
- Missing Links (1994年、R'n'D)
- Ultimate Collection (1999年、Hip-O)
- Elemental + 1011 Woodland (1999年、SPV GmbH)
- 20th Century Masters – The Millennium Collection: The Best of the Fixx (2000年、MCA)
- Extended Versions: The Encore Collection (2000年、BMG)
- 『ハッピー・ランディングス&ロスト・トラックス』 - Happy Landings & Lost Tracks (1996年、Beyond/Rainman)
- Then and Now (2002年、CMC International)
- Stage One (2004年、JARC)
- The Twenty-Fifth Anniversary Anthology (2006年、Rainman)